# Rhopalomyia arcuata
Rhopalomyia arcuata är en tvåvingeart som beskrevs av Ephraim Porter Felt 1907. Rhopalomyia arcuata ingår i släktet Rhopalomyia och familjen gallmyggor.
Artens utbredningsområde är New York. Inga underarter finns listade i Catalogue of Life.